# Ямайский листонос
Яма́йский листоно́с (лат. Artibeus jamaicensis) — вид летучих мышей семейства листоносых, обитающий в Центральной и Южной Америке.

## Описание
Длина тела от 70 до 85 мм, длина предплечья от 55 до 67 мм, длина стопы от 16 до 19 мм, длина ушей от 20 до 24 мм, масса до 51 г.
Шерсть короткая и гладкая, покрывает нижние конечности. Окраска шерсти на спине от пепельно-серого до коричневого цвета, основание волосков белое, брюхо светлее, кончики волос белые. Морда короткая и широкая. Лист носа хорошо развит, ланцетный. Имеются две светлые полосы по обеим сторонам морды. Уши широкие, треугольные, разделены. Мембраны крыльев широкие и тёмно-серые. Хвост отсутствует.
Кариотип: 2n = 30-31, FNa = 56.

## Распространение
Ареал вида охватывает территорию следующих стран: Ангилья, Антигуа и Барбуда, Аруба, Багамы, Барбадос, Белиз, Колумбия, Куба, Доминика, Доминиканская Республика, Эквадор, Сальвадор, Гренада, Гваделупа, Гватемала, Республика Гаити, Гондурас, Ямайка, Мартиника, Мексика, Монтсеррат, Нидерландские Антильские острова, Никарагуа, Панама, Пуэрто-Рико, Сент-Китс и Невис, Сент-Люсия, Сент-Винсент и Гренадины, Тринидад и Тобаго, Британские Виргинские острова. Населяет вечнозелёные, тропические и сухие леса на высоте до 2300 метров над уровнем моря, а также сезонные незасушливые местообитания, изменённые человеком.

## Образ жизни
Едят пыльцу, нектар, фрукты и насекомых. Отдыхают в трещинах скал, дуплах деревьев, листьях и даже искусственных сооружениях, таких как здания. Самка рождает обычно двух детёнышей два раза в год: в феврале и июле. Беременность длится от 3,5 до 4-х месяцев. В возрасте 50 дней детёныши начинают летать. Половая зрелость у самок наступает в возрасте 8, у самцов — 12 месяцев. Продолжительность жизни в дикой природе составляет около 9 лет.